# Laure De Pryck
Laure De Pryck (7 juli 1996) is een Belgisch acrogymnaste. 

## Levensloop
Samen met Nicolas Vleeshouwers werd ze in 2012 wereldkampioene in de categorie gemengde duo's in het Amerikaanse Orlando. Tevens wonnen ze dat jaar de wereldbekermanche's in het Portugese Maia, het Duitse Aalen en het Russische Veliki Novgorod en werden ze eindwinnaar van de wereldbeker bij de gemengde paren. In 2013 pakte het duo een bronzen medaille op de Wereldspelen in het Colombiaanse Cali.
De Pryck woont in Rozebeke en studeerde aan het Koninklijk Atheneum Voskenslaan in Gent. Vervolgens studeerde ze biochemie aan de Universiteit Gent. Professioneel was ze onder meer actief bij Cirque du Soleil.

## Palmares
2013
- Wereldspelen - 28.790 punten

2012
- World Cup Veliky Novgorod (Rusland) - 28.370 punten
- WK - 28.250 punten
- World Cup Maia (Portugal) - 28.300 punten
- World Cup Aalen - 28.236 punten
- BK voor senioren

2011
- EK voor junioren - 28.700 punten
- BK voor junioren